# Reticolo ortorombico a facce centrate

Rappresentazione della cella OFC

Il reticolo ortorombico a facce centrate (o reticolo OFC) è uno dei 14 reticoli di Bravais, appartenente al sistema ortorombico.